# Vino moscatel

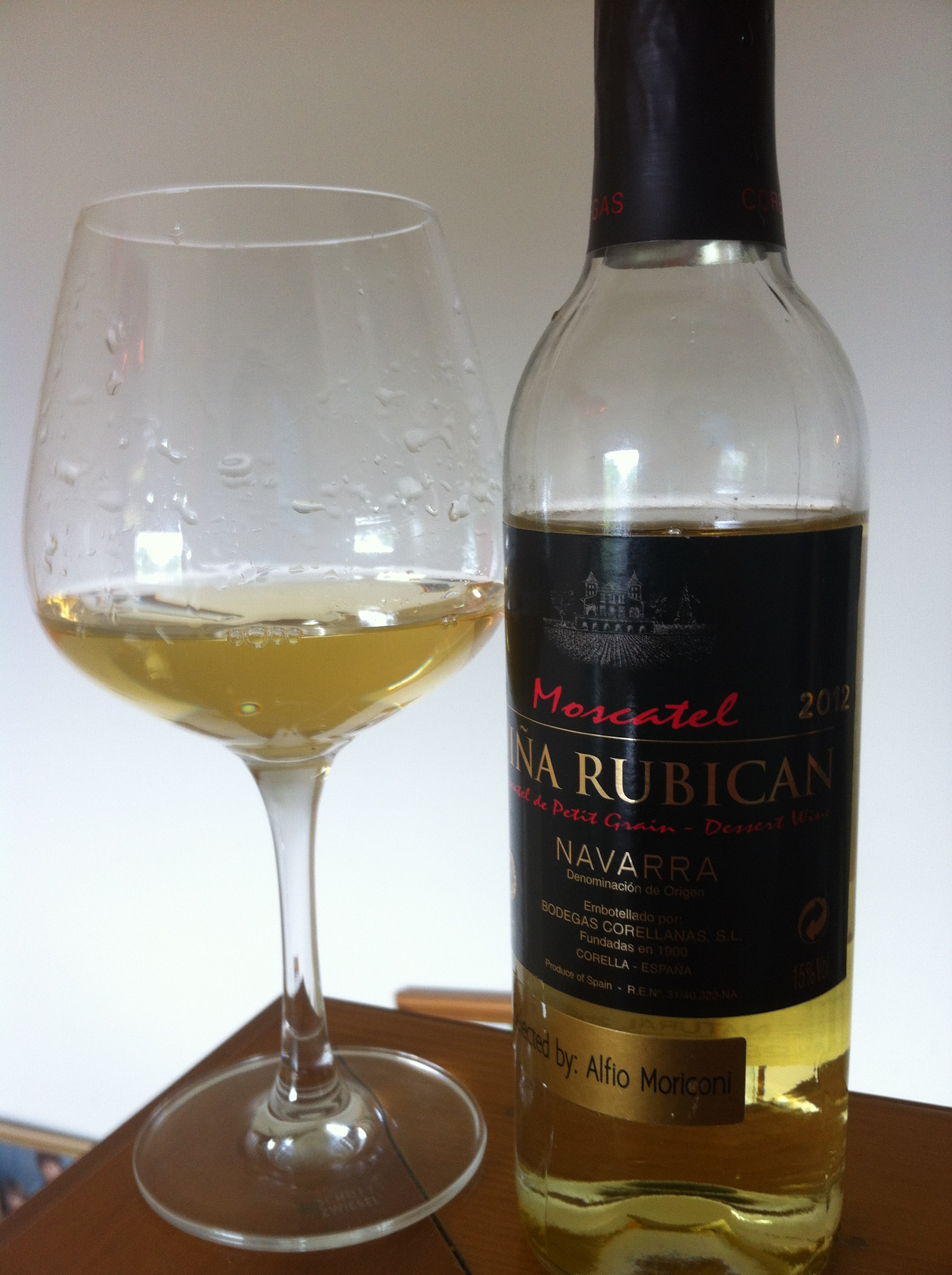
Vino moscatel de la DO Navarra, España.

El vino moscatel o moscato, es un vino producido con uva moscatel, muy madura y soleada. El vino producido a partir de ella posee el perfume floral característico de esta variedad de uva, debido a ciertos aceites esenciales que hay en la parte próxima a la película del grano, y que lo diferencia de los demás vinos. Existen dos grandes grupos de vinos moscatel: moscatel dulce y moscatel seco o muscat. Entre las variedades más destacadas se encuentran el moscato bianco, moscatel de Alejandría, moscatel amarillo, moscatel rosado, moscatel de Hamburgo y moscatel Giallo.
El procedimiento de elaboración consiste en la adición de alcohol, de origen vínico, al mosto fresco recién prensado. Con este sistema se obtiene un producto dulce natural que varía entre 5% y 15 % de alcohol añadido. También a partir de la uva moscatel se produce un vino de licor, habitualmente llamado mistela en la zona de Valencia. 
Se produce principalmente en España, Portugal, Italia, Argentina, Chile, Colombia y Australia. El "moscato" de Argentina "debe tener en su composición al menos un 85% de moscatel blanco (Muscat blanc), moscatel de Alejandría, moscatel amarillo, moscatel rosado, moscatel de Hamburgo o moscatel Giallo", es producido principalmente en Mendoza y San Juan y es consumido tradicionalmente con pizza, combinación característica de la gastronomía porteña. El vinho Moscatel de Portugal es un vino dulce ampliamente producido en la región de la península de Setúbal, justo al sur de Lisboa, así como en Favaios, Alijó y otras zonas del Duero portugués, en el Portugal septentrional. Por lo que se refiere a Australia, la uva se usa a menudo en la producción de cream sherry ("crema de jerez" es una variedad común de jerez dulce hecho a partir de oloroso). En Italia hay distintas regiones que producen moscato, pero principalmente se produce en el Piamonte.

## Producción en España
Hay que diferenciar entre el moscatel de Chipiona y el de Málaga en cuanto a su elaboración se refiere. El moscatel de Chipiona no se somete a ningún proceso fermentativo por lo que, según la definición técnica de vino, no puede ser considerado como tal, al contrario de lo que sí ocurre con el moscatel de Málaga. Este peculiar sistema de elaboración del moscatel en la villa de Chipiona es uno de los factores que hacen que la Denominación de Origen Jerez no lo haya tenido dentro de su catálogo de excelencias (vinos amparados por la Denominación de Origen) hasta recientemente
Otras dos zonas productoras de moscatel están en la comunidad Valenciana; la de la comarca de la Marina Alta, al norte de la provincia de Alicante y la zona que recoge los municipios de Cheste, Chiva y Godelleta en la provincia de Valencia. Entre ellos existen ligeras diferencias de graduación alcohólica y maduración. Este tipo de moscatel es el llamado romano o de Alejandría. Tradicionalmente en los siglos XIX y XX se elaboraba la pasa con esta variedad y se exportaba a diversos países de Europa y América. Actualmente se elaboran unos exquisitos caldos con esta variedad de uva, como vinos blancos, vinos de licor, vermut, moscateles espumosos, etc. La villa de Teulada es uno de los principales lugares donde se elaboran estos productos.
Se usa en la producción de vinos secos, aromáticos y dulces y pasas, y como uva de mesa, lo mismo que el moscatel de grano menudo.

### Zonas de producción
- En DO Tarragona, DO Panadés, DO Costers del Segre, DO Pla del Bages, DO Montsant, DO Cuenca de Barberá, DOQ Priorato, DO Terra Alta, DO Ampurdán y DO Cataluña son regiones donde las variedades térpenicas como moscateles y malvasias son comunes para la producción de vinos tranquilos y espumosos.
- Chipiona y Chiclana (Cádiz) dentro de la denominación de origen Jerez-Xerez-Sherry y manzanilla de Sanlúcar de Barrameda.[4]
- Málaga y la Axarquía: vino de Cómpeta, producido en los vertientes esquistosos de Axarquía y Montes de Málaga.
- Teulada, Jalón y Gata de Gorgos, en la Marina Alta (Provincia de Alicante).
- Chiva, Turís , Godelleta y Cheste (Provincia de Valencia). Municipios cuna de la denominación de origen moscatel de Valencia.